# ناتالی پرس (بازیگر آرژانتینی)
ناتالی پرس (اسپانیایی: Natalie Pérez‎؛ زادهٔ ۴ نوامبر ۱۹۸۶) بازیگر اهل آرژانتین است. وی از سال ۱۹۹۹ میلادی تاکنون مشغول فعالیت بوده‌است.
از فیلم‌ها یا برنامه‌های تلویزیونی که وی در آن نقش داشته‌است، می‌توان به دانش‌آموختگان اشاره کرد.